# ألبرت تانجورا
ألبرت تانغورا (2 يوليو 1903 - 7 أبريل 1978) كان كاتبًا أمريكيًا تنافسيًا، والذي كان على نطاق واسع يشار له بأمتلاك أسرع كتابة على آلة كاتبة. ولد تانجورا في باترسون، نيوجيرسي، وبدأ الكتابة في عام 1916، وشارك في مسابقات الكتابة في العام التالي.
سجل في عام 1923 رقمًا قياسيًا عالميًا لسرعة الكتابة لمدة 60 دقيقة بمعدل 147 كلمة في الدقيقة (WPM). وبعد أخذ قسط راحة، كتب في جولة السرعة 159 كلمة في الدقيقة. الآلة الكاتبة التي استخدمها كانت عبارة عن لوحة مفاتيح "QWERTY Underwood Standard" الكلاسيكة القديمة. بالرغم أن الرقم تم كسره من قبل نموذج كهربائي في عام 1941، لا يزال تانجورا يحتفظ بالرقم القياسي في الكتابة اليدوية.
طوال مسيرته في الكتابة، ظهر في عدة دعايات لشركات آلات الكتابة مثل  Underwood Typewriter Company وRoyal Typewriter Company.
بعد تقاعده، بدأ تانجورا المنافسة من جديد بشكل متتالي في مسابقات ممولة من رابطة المدارس التجارية الدولية. وحافظ على رقمه هناك والذي كان 141 كلمة في الدقيقة، والذي تم تسجيله في عام 1937 على آلة كاتبة من شركة Royal" Typewriter Company ". وقد حطم لاحقًا رقمه القياسي بسرعة كتابة تبلغ 142 كلمة في الدقيقة. إجمالاً، فاز بالمسابقة سبع مرات.

## الحياة والوظيفة
ولد تانجورا في 2 يوليو 1903، في باترسون، نيو جيرسي. كان أحد ثمانية أطفال الذين تولى تربيتهم المقاول تشارلز تانجورا وزوجته أنجلينيا،  زوجان إيطاليان المولد هاجرا إلى الولايات المتحدة في عام 1903. في 20 يونيو، 1916، تخرج تانجورا من مدارس باترسون الحكومية رقم خمسة.

### الكتابة التنافسية

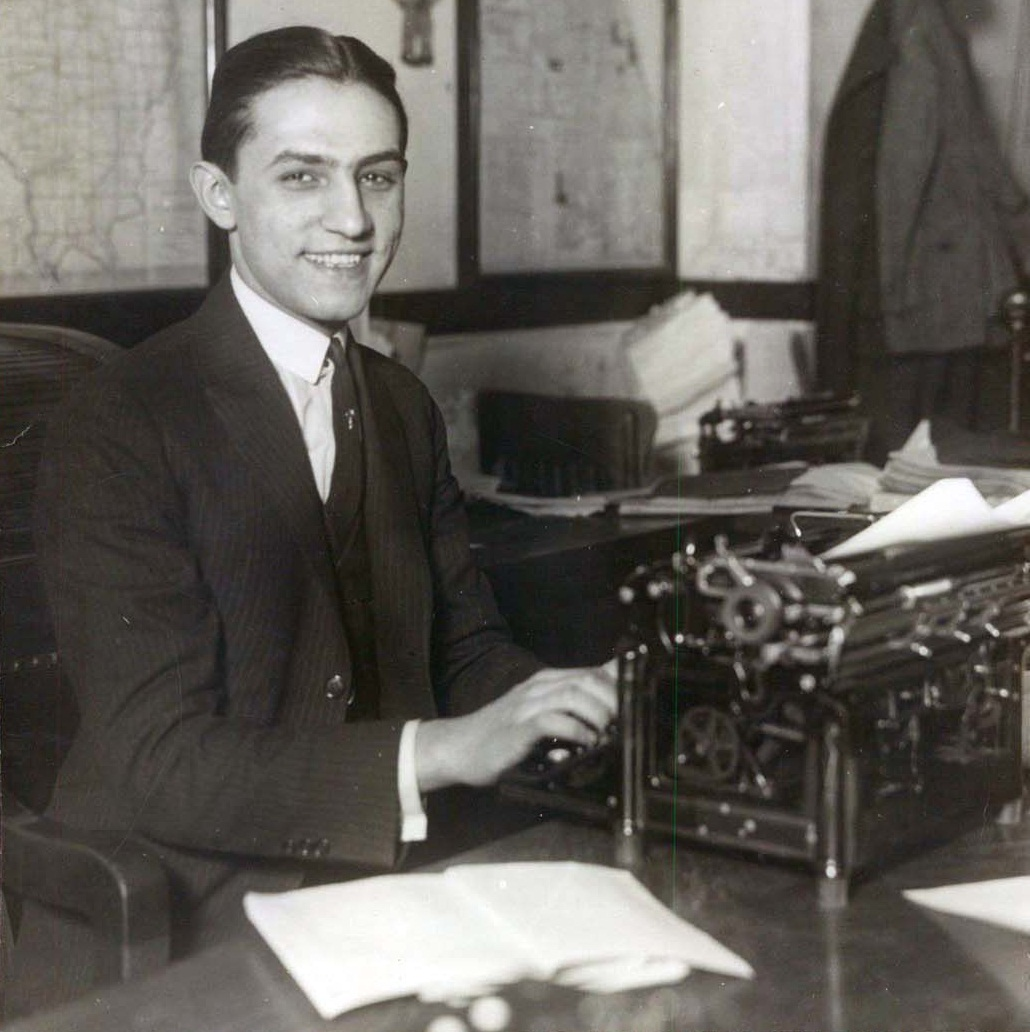
تانجورا في ق. 1922

بدأ تانجورا في تعلم الكتابة في نهاية عام 1916، بعد أشهر من تخرجه من الثانوية العامة. في 31 يناير، 1917، كطالب مبتدئ، تم تكريمه بشهادة من جامعة إدارة الأعمال في سبينسر خلال حفل تخرج. بالإضافة إلى ذلك، تم إشراكه هو وثلاثة خريجين آخرين للمنافسة في بطولة العالم المقررة في أكتوبر 1917
بدأ تانجورا المنافسة في مسابقات الكتابة السريعة في قسم "المبتدئ" (لمدة 15 دقيقة)،  في عرض نيو انجلند للأعمال المقام في قاعة ميكانكس  في بوسطن، ماساتشوستس، فاز تانجورا بجائزة ايسترين ستيت للكتابة التنافسية في تاريخ 9 ابريل، 1917، لحصوله على سرعة كتابة لمدة 15 دقيقة متتالية بمتوسط 91 كلمة في كل دقيقة. في 15 أكتوبر 1917، فاز بقسم المبتدئين في مسابقة الكتابة لبطولة العالم في مدينة نيويورك بسرعة كتابة مدتها 15 دقيقة تبلغ 110 كلمة في الدقيقة. بدأ المنافسة في قسم "الهواة" (30 دقيقة)، حيث تنافس في 14 أكتوبر 1918 في مسابقة بطولة العالم بسرعة كتابة مدتها 30 دقيقة بمتوسط 117 كلمة في الدقيقة، فاز في العام التالي في 20 أكتوبر.، 1919، بسرعة كتابة تبلغ 30 دقيقة بمتوسط 133 كلمة في الدقيقة.
في أوائل عشرينات القرن الفائت، بدأ تانجورا بخوض جولات في الولايات المتحدة ليقدم عروض الكتابة في المؤسسات التعليمية والأعمال بالشراكة مع شركة اندر وود للآلات الكاتبة، بما في ذلك كلية جولدي-بيكوم، ومدرسة ويست تشيستر في بنسيلفانيا، بالإضافة إلى كلية ماسي لأدارة الأعمال. بدأ أيضاً المنافسة في قسم "المحترفين" (60 دقيقة) من خلال الدخول في بطولة العالم للكتابة المقامة في قصر جراند سينتر في 25 أكتوبر 1925 وحصل على المركز الرابع بسرعة كتابة 124 كلمة في الدقيقة خلال 60 دقيقة. عمل تانجورا في قسم التعليم في شركة اندر وود للآلات الكاتبة، حيث قضى النصف الأول من عام 1921 في جولة في مختلف أنحاء جنوب وغرب الولايات المتحدة. بعد عودته إلى نيوجيرسي في يونيو 1921، بدأ التدريب للقسم الاحترافي. تنافس تانجورا في بطولة العالم للكتابة التالية في 17 أكتوبر 1921، حيث حصل على المركز الثالث بسرعة بلغت 132 كلمة في الدقيقة. في العام التالي، حصل مرة أخرى على المركز الثالث في نفس البطولة في 23 أكتوبر 1922، بسرعة كتابة بلغت 141 كلمة في الدقيقة.
في22 أكتوبر، 1923، سجل تانجورا الرقم القياسي العالمي لسرعة الكتابة على لوحة المفاتيح (60 دقيقة) بمعدل 147 كلمة في الدقيقة. بعد وقت مستقطع، كتب 159 كلمة في "جولة السرعة" مدته دقيقة واحدة. كانت الآلة الكاتبة التي استخدمها من نوع Underwood Standard، والتي كانت تحتوي على لوحات مفاتيح QWERTY.

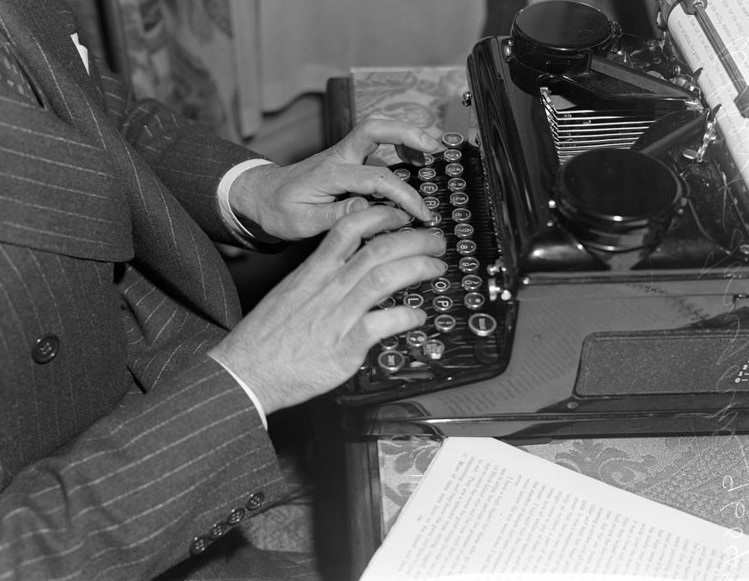
تانجورا يستعرض طريقة كتابته 1938

بعد تقاعده لمدة مؤقتة، بدأ المنافسة مجدداً في منافسات كتابة متتالية ممولة من رابطة مدارس التجارة الدولية. في عام 1936، قام تانجورا بعمل تأمين على يديه بقيمة 100،000$. استعداداً للمنافسة في مسابقات الكتابة السريعة، كان يغمس أصابعة في خليط من بودرة من معدن التلك والشبّة. في العام التالي، استخدم آلة كتابة من شركة رويال لتسجيل الرقم القياسي للكتابة في رابطة المدارس التجارية الدولية بسرعة كتابة 141 كلمة في الدقيقة. وفي وقت لاحق، حطم رقمه القياسي بسرعة كتابة بلغت 142 كلمة في الدقيقة. كتب تانجورا كتيبًا عن الكتابة بعنوان "خمسون خطأ شائعًا في الكتابة وكيفية تجنبها".

### خدمته في الحرب العالمية الثانية
في 16 فبراير، 1942، تم تجنيد تانجورا للمشاركة في الحرب العالمية الثانية. في ذلك الوقت، كان يعمل في شركة رويال للآلات الكاتبة في مدينة نيويورك. بحلول مارس 1944، كان يخدم في  القوات الأحتياطية للبحرية الأمريكية برتبة قائد فرطاقة. أصبح لاحقًا رئيس التموين في أواهو، حيث كان يعطي درس للكتابة للجنود في البحرية. وهو كان المحور في فيلم Albert Tangora in Action، والذي يوضح فيه تقنيات الكتابة بما في ذلك الوضعية الصحيحة، ووضع الذراع، وعمليات الإحماء.

## حياته الشخصية ووفاته
في يناير 1926، تزوج تانجورا من تلميذة تدرس الكتابة تدعى دوروثي لاين. في أوائل عام 1936، كان تانجورا يعيش في باترسون، نيو جيرسي؛ وتزوج فيرجينيا مارتن التي كانت من إيفانستون، إلينوي، وهي معلمة موسيقى في واتسيكا، إلينوي. انتقل بعد ذلك إلى ايفانستون، حيث أسس هناك شركة البرت تانجورا للكتابة ومعدات المكاتب. وأخيراً تقاعد
في 7 ابريل، 1978، توفي تانجورا في مستشفى ايفانتسون عن عمر يناهز 74 سنة بعد أصابته بنوبة قلبية. في وقت وفاته، لم يتم تحطيم رقمه القياسي لكتابة 147 كلمة في الدقيقة خلال 60 دقيقة.